# Dwory pałace i zamki Ukrainy
Dwory pałace i zamki Ukrainy  – zestawienie dworów, pałaców i zamków opracowane na podstawie książek:
- Roman Aftanazy, Dzieje rezydencji na dawnych kresach Rzeczypospolitej, 1986–1993
- Antoni Urbański, Memento kresowe, 1928–1929
  - Z czarnego szlaku i tamtych rubieży : zabytki polskie przepadłe na Podolu, Wołyniu, Ukrainie
  - Podzwonne na zgliszczach Litwy i Rusi
  - Memento kresowe
  - Pro memoria: 4-ta serja rozgromionych dworów kresowych.

| Obwód                        | Typ budynku | Lista |
| ---------------------------- | ----------- | --- |
| Obwód chmielnicki            | Dwory       | Chmielówka • Gorczyczna • Gruszka • Hamernia • Hołozubińce • Iwachnowce • Jampol • Kisiele • Klimaszówka • Kniahynyn • Maków • Olchowiec • Oleszkowce • Ostrowczany • Podfilipie • Połonne • Popowce • Pyszki • Rześniówka • Samczyńce • Semerynki • Szarawka • Tereszki • Turczyńce • Wiśniowczyk • Zahińce • Zawale • Zozulińce Wielkie • Żaglówka |
| Obwód chmielnicki            | Pałace      | Adampol • Antoniny • Annopol • Bieleckie • Czarna • Czarny Ostrów • Derażnia • Hryców • Kitajgród • Kośków • Kupiel • Lisowody • Łabuń • Ładyhy • Łaszki • Maków • Malejowce • Michałówka • Nowosielica • Płużne • Porzecze • Samczyki • Sawińce • Stary Krzewin • Sudyłków • Teofipol • Wołoczyska • Zasław • Zińkowce |
| Obwód chmielnicki            | Zamki       | Berezdów • Czarnokozińce • Felsztyn (Hwardijśke) • Gródek • Jampol • Kamieniec Podolski • Kitajgród • Lachowce (Biłohirja) • Latyczów • Międzybóż • Ostapkowce • Otroków • Paniowce • Piławce • Połonne • Przytulia • Rajkowce • Rychty • Satanów • Sławuta • Starokonstantynów • Sudyłków • Sutkowce • Zasław • Zinków • Żwaniec |
| Obwód czerkaski              | Dwory       | Steblów |
| Obwód czerkaski              | Pałace      | Cybulów • Korsuń Szewczenkowski • Łeśkowa • Monasterzyska |
| Obwód czerkaski              | Zamki       | Czehryń • Czerkasy • Humań • Kaniów • Korsuń Szewczenkowski • Lisianka (Łysianka) • Pilawa • Steblów |
| Obwód czerniowiecki          | Dwory       | |
| Obwód czerniowiecki          | Pałace      | Hliboka |
| Obwód czerniowiecki          | Zamki       | Chocim • Medwedówka |
| Obwód dniepropetrowski       | Dwory       | |
| Obwód dniepropetrowski       | Pałace      | |
| Obwód dniepropetrowski       | Zamki       | Kudak |
| Obwód iwanofrankiwski        | Dwory       | Babin Zarzeczny • Błudniki • Bołszowce • Czarnołoźce • Danilcze • Kosów • Krzywotuły Stare • Kujdańce • Kułaczkowce • Okno • Oskrzesińce • Ostrowiec • Przybyłów • Stratyn • Tomaszowce • Uniż • Wodniki • Załucze Górne • Zawadka |
| Obwód iwanofrankiwski        | Pałace      | Bursztyn • Chomiakówka • Iwano-Frankiwsk • Jezupol • Mariampol • Psary |
| Obwód iwanofrankiwski        | Zamki       | Błudniki • Bołszowce • Czernelica • Cześniki • Gwoździec • Halicz • Jezupol • Kałusz • Kołomyja • Konkolniki • Mariampol • Pniów • Podkamień k. Rohatynia • Rakowiec • Rohatyn • Stratyn • Śniatyn • Wołczków |
| Obwód kijowski               | Dwory       | Tomaszówka |
| Obwód kijowski               | Pałace      | Aleksandria • Berezna • Biała Cerkiew • Hajworon • Kaszperówka • Kijów • Turczynowe |
| Obwód kijowski               | Zamki       | Biała Cerkiew • Bohusław • Buki • Byszów • Czarnobyl • Kijów • Perejasław • Rzyszczów |
| Obwód lwowski                | Dwory       | Barszczowice • Biłka Szlachecka • Bortniki • Chłopy • Derewlany • Dziewiętniki • Grzęda • Honczariwka • Hrusiatycze • Juśkowice • Kamionka Bużańska • Kąty • Kołtów • Kukizów • Laszki Królewskie • Laszki Murowane • Leszczków • Leśniowice • Lipowce • Łahodów • Malczyce • Podliski Małe • Poturzyca • Przyłbice • Pustomyty • Ruda • Stara Skwarzawa • Słowita • Sokołów • Strzałki • Suszno • Tuligłowy • Udnów • Uszkowice • Wicyń • Zadwórze |
| Obwód lwowski                | Pałace      | Balice • Bieńkowa Wisznia • Borynicze • Brody • Busk • Chodorów • Cucułowce • Czernica • Czerwonogród • Derewnia • Glinna • Krysowice • Krechów • Kukizów • Kutkorz • Lackie Wielkie • Lubień Wielki • Lwów (1) • Lwów (2) • Lwów (3) • Lwów (4) • Lwów (5) • Lwów (6) • Łowczyce • Niesłuchów • Niżankowice • Nowosiółki • Obroszyn • Ostałowice • Pieniaki • Ponikwa • Radziechów • Rozdół • Siechów • Siemianówka • Tartaków • Uherce Niezabitowskie • Żurawno |
| Obwód lwowski                | Zamki       | Biały Kamień • Brody • Bruchnal • Chyrów • Dunajów • Dziewiętniki • Felsztyn (Skeliwka) • Gołogóry • Herburt (Dobromil) • Jaworów • Kamionka Strumiłowa (Bużańska) • Laszki Murowane • Lwów (1) • Lwów (2) • Nakwasza • Nowosiółki • Olesko • Pieniaki • Podhorce • Podkamień (rejon brodzki) • Pomorzany • Rzyczki • Sambor • Sokul • Stare Sioło • Sokołów • Świrz • Tarnowica • Tartaków • Tustań (Urycz) • Zamek • Złoczów • Żółkiew • Żurawno • Żydaczów |
| Obwód odeski                 | Dwory       | |
| Obwód odeski                 | Pałace      | Odessa (1) • Odessa (2) |
| Obwód odeski                 | Zamki       | Białogród nad Dniestrem |
| Obwód rówieński              | Dwory       | Barmaki • Chrenów • Ilpiboki • Mokwin • Niewirków • Ożenin |
| Obwód rówieński              | Pałace      | Aresztów • Bilcze • Boczanica • Boremel • Cepcewicze Wielkie • Hołownica • Hoszcza • Kustyń • Międzyrzecz Korecki • Młynów • Płoska • Raśniki • Stubło • Szpanów • Tuczyn • Tynne • Urwena • Warkowicze • Wierzchów • Włodzimierzec • Woskodawy |
| Obwód rówieński              | Zamki       | Bereh • Bereźne • Boremel • Dąbrowica • Dermań • Drohobuż • Dubno • Hoszcza • Hubków • Hulcza • Klewań • Korzec • Międzyrzecz Korecki • Międzyrzecz Ostrogski • Nowomalin • Ostróg • Równe • Smordwa • Starożuków • Stepań • Tajkury • Tuczyn • Włodzimierz • Włodzimierzec • Wysock • Żuków Stary |
| Obwód sumski                 | Dwory       | |
| Obwód sumski                 | Pałace      | |
| Obwód sumski                 | Zamki       | Putywl |
| Obwód tarnopolski            | Dwory       | Bajkowce • Bobulińce • Berezowica Wielka • Cebrów • Chmielowa • Czernielów Mazowiecki • Hadyńkowce • Hladki • Kaczanówka • Klebanówka • Krogulec • Kurowce • Laskowce • Litwinów • Mużyłów • Myszkowce • Ochrymowce • Okno • Osowce • Perepelniki • Poznanka Hetmańska • Romaszówka • Seredne • Skomorochy • Sorocko • Supranówka • Suszczyn • Szlachcińce • Telacze • Toustobaby • Zahajce Wielkie • Złotniki |
| Obwód tarnopolski            | Pałace      | Bereźce • Białokrynica • Białozórka • Bilcze Złote • Chorostków • Czajczyńce • Glinna • Jabłonów • Jazłowiec • Kołodno • Koropiec • Mikulińce • Młyniska • Monasterzyska • Płotycz • Płotycza • Porchowa • Potok Złoty • Raj • Rzepińce • Strusów • Szmańkowczyki • Trybuchowce • Wiśniowiec • Zagrobla • Zaleszczyki |
| Obwód tarnopolski            | Twierdze    | Okopy |
| Obwód tarnopolski            | Zamki       | Baworów • Biała • Białokrynica • Bilcze Złote • Bobulińcach • Borki Wielkie • Borszczów • Brzeżany • Bucniów • Buczacz • Budzanów • Czernielów Mazowiecki • Czerwonogród (Nyrków) • Czortków-Stary • Czortków-Wygnanka • Dźwinogród • Glinna • Gródek • Grzymałów • Horożanka • Husiatyn • Kociubińce • Kołodno-Lisowszczyzna • Koniuchy • Jagielnica (Nagórzanka) • Janów (Dołyna) • Jazłowiec • Kolędziany • Kopyczyńce • Kozowa • Krzemieniec • Krzywcze • Kudryńce • Kułakowce • Latacz • Liczkowce • Łanowce • Mikulińce • Monasterzyska • Nowosiółka Kostiukowa • Osowce • Podhajce • Podzameczek • Potok Złoty • Sidorów • Skała Podolska • Skałat • Stary Oleksiniec • Stożek • Strusów • Szmańkowce • Szumbar • Szumsk • Tarnopol • Tłuste • Toki • Touste • Trembowla • Wysuczka • Zahajce Małe • Załoźce • Zawałów • Zbaraż • Zbaraż Stary • Zbrzyż • Złotniki |
| Obwód winnicki               | Dwory       | Boguszówka • Chrzanówka • Hryszowce • Ilińce • Krasne • Podorożna • Samhorodek • Spiczyńce • Strzelczyńce |
| Obwód winnicki               | Pałace      | Antopol • Berszad • Borówka • Czarnomin • Czerepaszyńce • Czerniatyn • Daszów • Jałaniec • Janów • Kapuściany • Krasnosiółka • Kuryłowce Murowane • Kuryłówka • Łopatyn • Michałowce • Murafa • Napadówka • Nemija • Niemirów • Obodówka • Peczera • Pohrebyszcze • Przyłuka • Serebryniec • Siedliszcze • Sielnica • Spiczyńce • Stryżawka • Sumówka • Szpików • Tulczyn • Wasylówka • Woronowica |
| Obwód winnicki               | Zamki       | Bar • Berszad • Borszczahówka • Bracław • Janów • Kapuściany • Lityn • Ozarzyńce • Pietniczany Winnickie • Przyłuka • Tulczyn • Ułanów • Winnica |
| Obwód wołyński               | Dwory       | Bereżanka • Semerynki • Turyczany • Wielick |
| Obwód wołyński               | Pałace      | Beresteczko • Błudów • Bużany • Chołoniów • Horochów • Kaszówka • Kisielin • Koniuchy • Luboml • Łuków • Poryck • Woronczyn • Zaborol |
| Obwód wołyński               | Zamki       | Beresteczko • Czartorysk • Hołoby • Jałowicze • Nowa Czetwertnia (Borowicze) • Kaczyn • Kamień Koszyrski • Kołki • Koniuchy • Luboml • Łokacze • Łuck • Nieświcz • Ołyka • Torczyn • Turzysk • Uściług |
| Obwód zakarpacki             | Dwory       | |
| Obwód zakarpacki             | Pałace      | Dowhe • Karpaty • Mukaczewo (1) • Mukaczewo (2) • Wynohradiw |
| Obwód zakarpacki             | Zamki       | Brońka • Chust • Czynadijowo • Kamjanycia • Korołewo • Kwasowo • Mukaczewo • Serednie • Użhorod • Wynohradiw |
| Obwód zaporoski              | Dwory       | |
| Obwód zaporoski              | Pałace      | Wasylówka |
| Obwód zaporoski              | Zamki       | |
| Obwód żytomierski            | Dwory       | Browki • Pilawin • Rajgródek |
| Obwód żytomierski            | Pałace      | Andruszówka • Czerwone • Lubar • Krasnopol • Miropol • Mołoczki • Nowa Czartoria • Pedynki • Romanów • Tulin • Turczynówka • Wierzchownia |
| Obwód żytomierski            | Zamki       | • Nowa Czartoria • Tulin • Zwiahel |
| Autonomiczna Republika Krymu | Dwory       | |
| Autonomiczna Republika Krymu | Pałace      | Ałupka • Bachczysaraj • Liwadia • Massandra |
| Autonomiczna Republika Krymu | Zamki       | Haspra • Sudak |